# Ernest Bertrand
Pour l’article homonyme, voir Bertrand.
Ernest Bertrand (14 décembre 1888-11 octobre 1958) est un avocat, juge et homme politique fédéral du Québec.

## Biographie
Né à Somerset au Québec, il s'est blessé pendant son service militaire en 1915. Élu député libéral dans la circonscription fédérale de Laurier durant les élections de 1935, il sera réélu en 1940, 1945 et en 1949. Il démissionne en 1949 pour accepter un poste de juge à la Cour du Québec.
Durant son passage à la Chambre des communes, il est ministre des Pêches de 1942 à 1945 et en 1947 ainsi que ministre des Postes de 1945 à 1949.